# La suora bianca (film 1933)
La suora bianca (The White Sister) è un film del 1933 diretto da Victor Fleming che ha come interpreti principali Helen Hayes e Clark Gable.
La sceneggiatura si basa sul romanzo omonimo del 1909 di Francis Marion Crawford e sul lavoro teatrale dallo stesso nome di Walter Hackett e F. Marion Crawford da cui in precedenza erano già stati tratti due film muti: The White Sister di Fred E. Wright del 1915 e La suora bianca di Henry King del 1923.

## Produzione
La lavorazione del film, prodotto dalla Metro-Goldwyn-Mayer (MGM), iniziò a metà dicembre 1932, quando Hollywood Reporter annunciò che Clark Gable aveva ottenuto la parte di "Giovanni" a scapito di Douglas Fairbanks, Jr..

## Distribuzione
Distribuito dalla Metro-Goldwyn-Mayer, il film fu presentato in prima a New York il 17 marzo 1933, uscendo poi nelle sale statunitensi il 14 aprile 1933. Nello stesso anno, il film venne distribuito a livello internazionale, uscendo in Danimarca (2 ottobre, come Den hvide søster), in Svezia (9 ottobre, come Vita systern), Ungheria (28 ottobre, come Fehér apáca) e Finlandia (26 novembre).
Il copyright del film, richiesto dalla Metro Goldwyn Mayer Distributing Corp., fu registrato il 23 marzo 1933 con il numero LP3745.